# Viktor Josef Dammertz

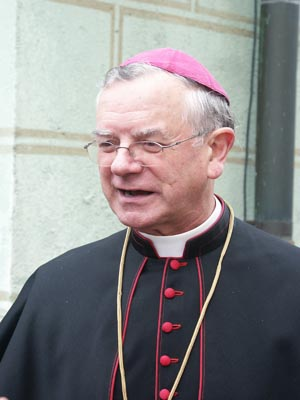
Bischof Viktor Josef Dammertz, 2003

Viktor Josef Dammertz OSB (* 8. Juni 1929 in Schaephuysen; † 2. März 2020 in der Erzabtei Sankt Ottilien in Eresing) war ein deutscher Benediktiner. Er war der 82. Bischof von Augsburg (1993–2004). Zuvor war er Generalsekretär der Benediktinerkongregation in der oberbayerischen Erzabtei Sankt Ottilien, anschließend Erzabt (1975–1977) und anschließend Abtprimas der weltweiten Benediktinerkonföderation in Rom (1977–1993).

## Leben
Josef Dammertz war ein Sohn der Eheleute Engelina und Wilhelm Dammertz. Er studierte von 1950 bis 1957 Philosophie und Katholische Theologie in Münster, Innsbruck und Rom. Im Jahr 1954 trat er in das Noviziat der Missionsbenediktiner der Erzabtei St. Ottilien ein. Die zeitliche Profess legte er am 16. September 1954 und die ewige am 16. September 1957 ab. In der Basilika San Francesco in Assisi wurde er am 22. Dezember 1956 zum Diakon geweiht. In St. Ottilien empfing er auch kurz nach seinem Studium am 21. September 1957 durch Bischof Joseph Freundorfer das Sakrament der Priesterweihe. Von 1957 bis 1960 studierte er Kanonisches Recht am Kanonistischen Institut der Ludwig-Maximilians-Universität München, was er mit einem Doktorat im Februar 1962 abschloss.
Von 1960 bis 1975 war er Kongregationssekretär der Benediktinerkongregation von St. Ottilien. 1975 wurde Dammertz zum Erzabt der Erzabtei St. Ottilien gewählt und vom Augsburger Diözesanbischof Josef Stimpfle benediziert; zwei Jahre später wurde er als Nachfolger von Rembert Weakland zum Abtprimas der weltweiten Benediktinischen Konföderation gewählt.
Die Ernennung zum Bischof von Augsburg wurde an Heilig Abend 1992 offiziell bekanntgegeben, seine Bischofsweihe durch den Erzbischof von München und Freising, Friedrich Kardinal Wetter, erfolgte am 30. Januar 1993, am Vorabend des 1000. Jahrestags der Heiligsprechung von Bischof Ulrich (31. Januar 993). Mitkonsekratoren waren der Apostolische Nuntius in Deutschland, Erzbischof Lajos Kada, sowie sein Vorgänger als Bischof von Augsburg, Bischof Josef Stimpfle.
Ab 1994 war er Vorsitzender der Kommission Geistliche Berufe und kirchliche Dienste in der Deutschen Bischofskonferenz und auch Mitglied in der vatikanischen Kongregation für die Institute geweihten Lebens und für die Gesellschaften apostolischen Lebens. Im November 1996 wurde Dammertz in den Päpstlichen Rat für die Interpretation von Gesetzestexten berufen.
An seinem 75. Geburtstag (8. Juni 2004) nahm Papst Johannes Paul II. das Emeritierungsgesuch von Dammertz an. Nach einigen Jahren als Hausgeistlicher der Schwestern von St. Alban in Dießen am Ammersee kehrte Dammertz im Januar 2018 in sein Heimatkloster St. Ottilien zurück, wo er am 2. März 2020 im Alter von 90 Jahren starb. Sein Grab befindet sich in der Krypta des Augsburger Doms.

## Bischofswappen

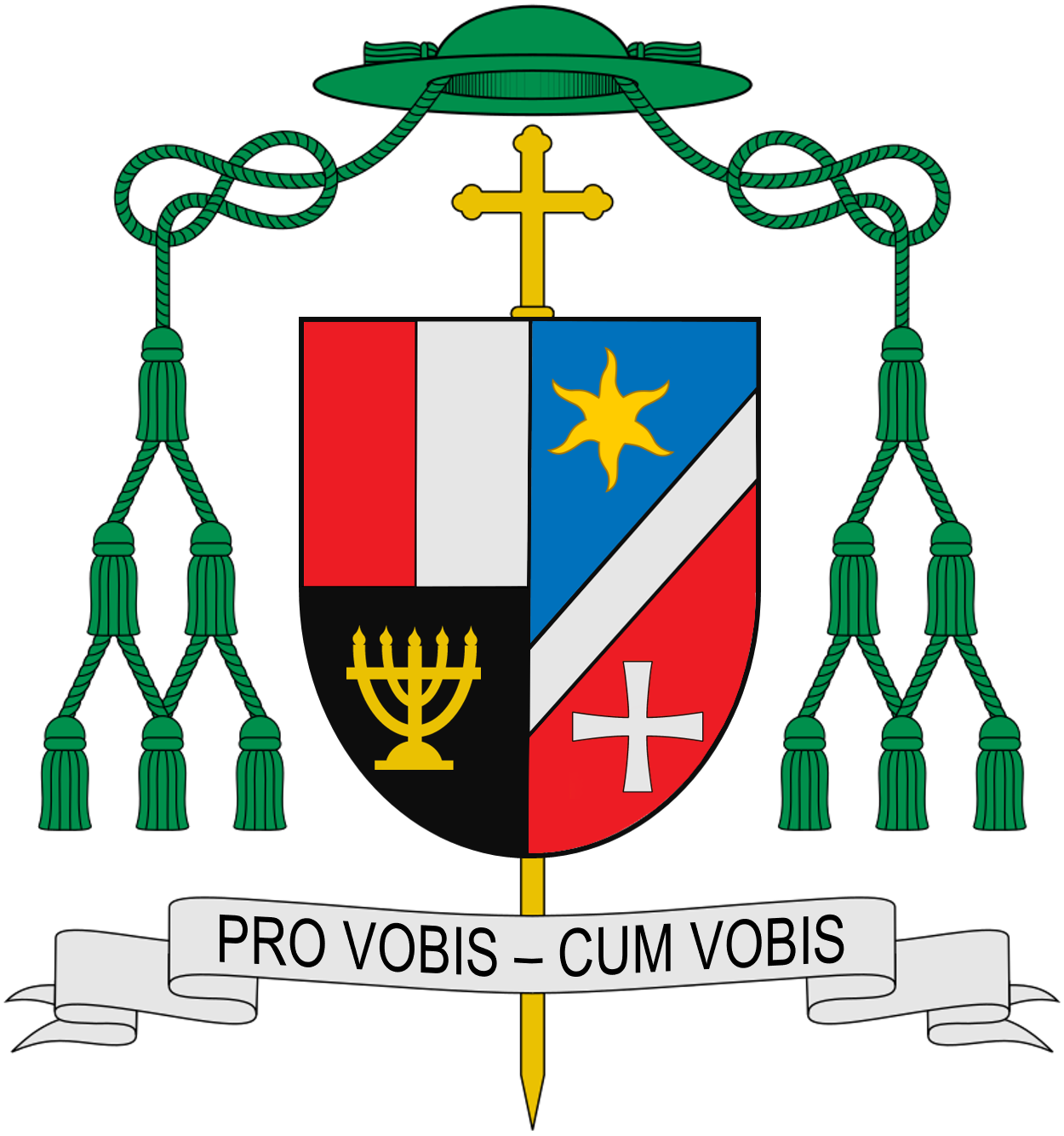
Wappen von Bischof Viktor Josef Dammertz

Das dreigeteilte Wappen zeigt im ersten Feld die rot-weißen Farben des Bistums Augsburg, darunter einen fünfarmigen goldenen Leuchter auf schwarzem Grund, das Wappen der Kongregation von St. Ottilien, der Herkunft des Benediktiners. Das persönliche Wappen zeigt oben einen goldenen Stern auf blauem Grund und unten ein weißes Kreuz auf rotem Grund getrennt durch ein diagonales weißes Band. Dies war schon Bestandteile seines Wappens als Erzabt von St. Ottilien, gemäß seinem Wahlspruch Iter para tutum („Bereite einen sicheren Weg“), einer Zeile aus dem lateinischen Hymnus Ave maris stella.
Der Wahlspruch des Bischofs Für Euch – Mit Euch in Anspielung auf das Augustinus-Wort „Für euch bin ich Bischof, mit euch bin ich Christ“ (Predigt 17,2) soll zum Ausdruck bringen, das ihm anvertraute Gottesvolk auf den „sicheren“ Weg zu führen und mit ihm diesen Pilgerweg des Glaubens zu gehen.
Das Vortragskreuz und der Prälatenhut mit 12 Quasten umrahmen den Wappenschild.

## Ehrungen und Auszeichnungen
- 1983: Verdienstkreuz 1. Klasse des Verdienstordens der Bundesrepublik Deutschland
- 2004: Großes Bundesverdienstkreuz des Verdienstordens der Bundesrepublik Deutschland
- Bayerischer Verdienstorden
- Ritter der Ehrenlegion